# Liste der Monuments historiques in Pouzauges
Die Liste der Monuments historiques in Pouzauges führt die Monuments historiques in der französischen Gemeinde Pouzauges auf.

## Liste der Bauwerke
| Bezeichnung        | Beschreibung | Standort | Kennzeichnung | Schutzstatus | Datum | Bild           |
| ------------------ | ------------ | -------- | ------------- | ------------ | ----- | -------------- |
| Schloss            |              | (Lage)   | PA00110201    | Classé       | 1862  | weitere Bilder |
| Kirche Notre-Dame  |              | (Lage)   | PA00110203    | Classé       | 1939  | weitere Bilder |
| Kirche St-Jacques  |              | (Lage)   | PA00110202    | Inscrit      | 1932  | weitere Bilder |
| Logis de Puy-Papin |              | (Lage)   | PA00110204    | Inscrit      | 1984  |                |
| Polissoirs         |              | (Lage)   | PA00110205    | Classé       | 1889  |                |

## Liste der Objekte

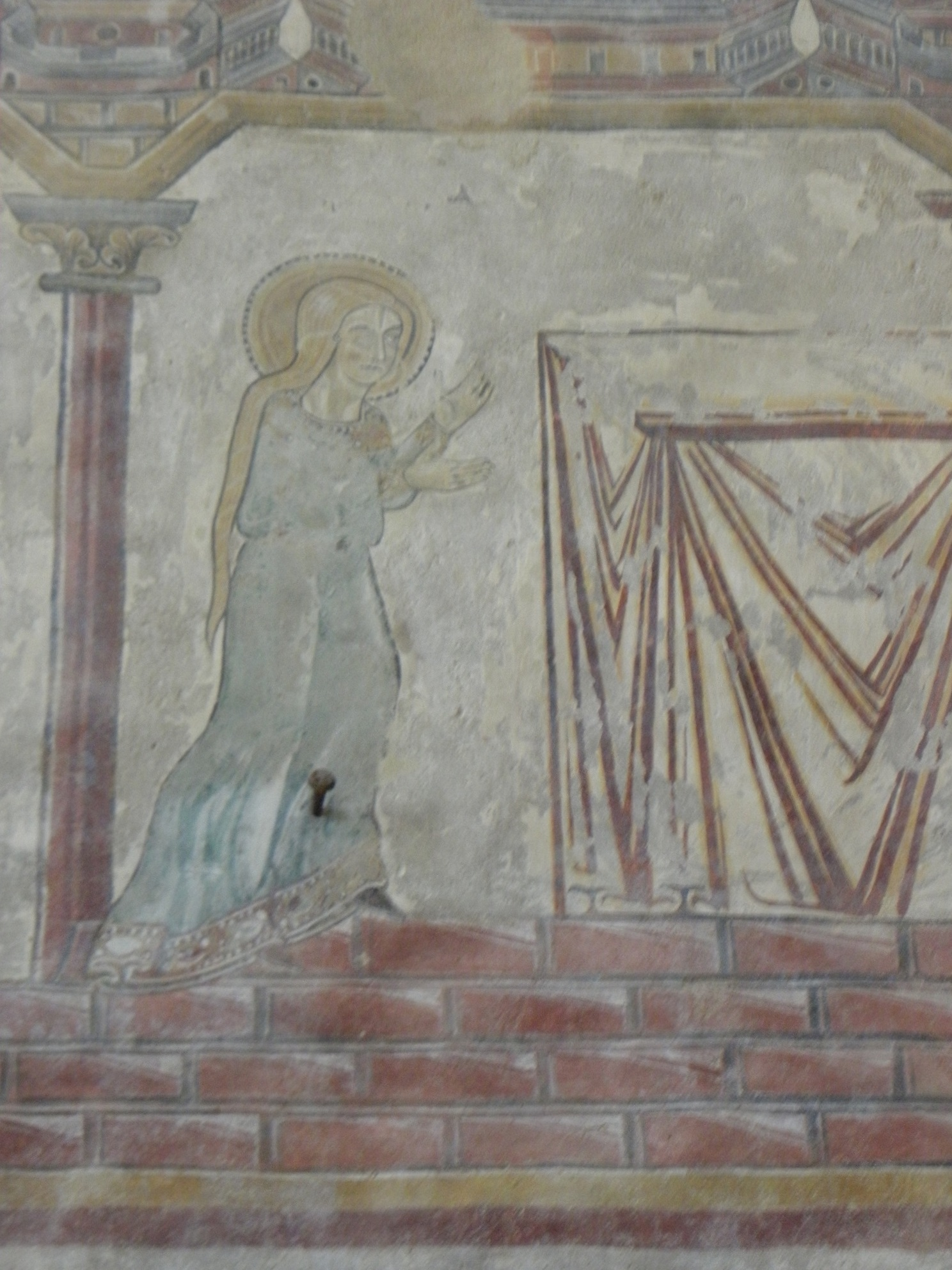
Wandmalerei in der Kirche Notre-Dame-de-l'Assomption du Vieux-Pouzauges (Ende des 12. Jahrhunderts)

- Monuments historiques (Objekte) in Pouzauges in der Base Palissy des französischen Kultusministeriums